# Vukićevica

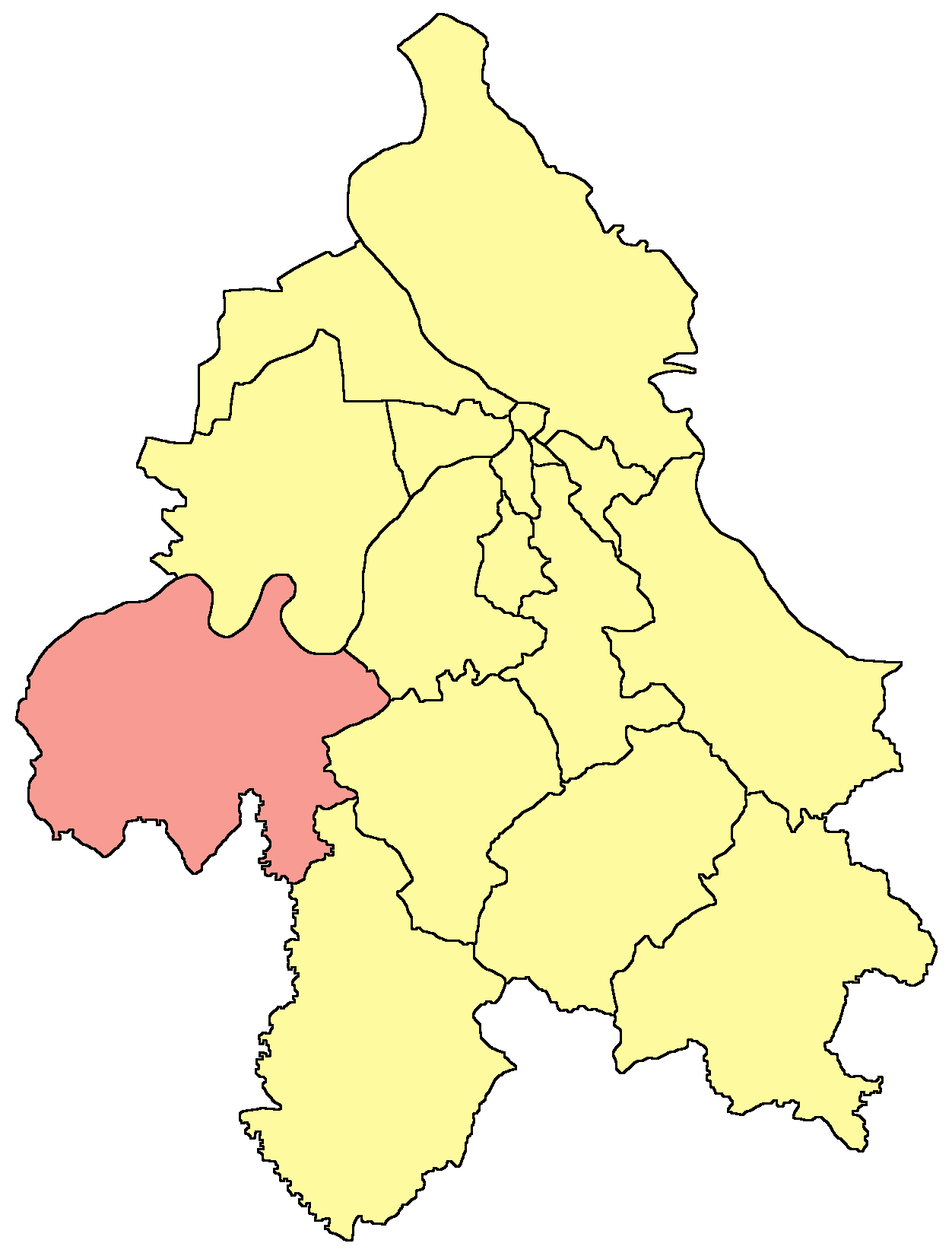
Localisation de la municipalité d'Obrenovac dans la Ville de Belgrade

Vukićevica (en serbe cyrillique : Вукићевица) est un village de Serbie situé dans la municipalité d’Obrenovac et sur le territoire de la Ville de Belgrade. Au recensement de 2011, il comptait 566 habitants.

## Démographie

### Évolution historique de la population
| 1948 | 1953 | 1961 | 1971 | 1981 | 1991 | 2002 | 2011 |
| ---- | ---- | ---- | ---- | ---- | ---- | ---- | ---- |
| 847  | 884  | 841  | 762  | 753  | 750  | 675  | 566  |

|  |